# Église des Capucins de Mayenne
 (mai 2017).
Si vous disposez d'ouvrages ou d'articles de référence ou si vous connaissez des sites web de qualité traitant du thème abordé ici, merci de compléter l'article en donnant les références utiles à sa vérifiabilité et en les liant à la section « Notes et références ».
L'église des Capucins de Mayenne datait du XVIIe siècle. Le couvent de la Visitation est reconstruit à partir de 1818 par les religieuses  à l’emplacement de l’ancien couvent des Capucins de Mayenne.

## Histoire

### Ordre des Capucins
Les Capucins forment une congrégation particulière, ou une réforme de l'ordre de Saint François, dont les commencements remontent à l'année 1525 et qui fut approuvée définitivement par le Pape Paul III en 1535. Ils vinrent pour la première fois en France sous le règne de Charles IX, et acquirent bientôt une grande considération.

### Établissements
Ils s'établirent dans le diocèse de Laval que dans les premières années du XVIIe siècle; au Mans vers 1602 ; à Mayenne en 1606, à Laval en 1614 (Église des Capucins de Laval). 
Mayenne adresse une requête aux Capucins pour un établissement dans leur ville en 1606. Cette requête est examinée au chapitre de 1606. Le Père provincial délègue le Père Léonard de Paris pour se rendre à Mayenne afin d'étudier s'il était possible d'agréer la fondation proposée. Ce mandataire accepte.
La donation du Champ-du-Mariage ou encore nommé Champ-de-la-Grange, qui contenait deux journaux et demi est consentie par l'assemblée générale des gens d'église, officiers, bourgeois, et principaux habitants le 12 avril 1606 à l'issue de la grand-messe en l'église Notre-Dame de Mayenne.
Le 17 avril 1606, Guillaume Chapelet, arbore la croix dans le Champ-du-Mariage.

### Église
La majeure partie de la chapelle du nouveau couvent et la sacristie sont rapidement bâties. Ils sont consacrés le 16 juillet 1607 par François de Péricard, évêque d'Avranches. Plusieurs constructions sont parachevées grâce à l'appui du roi Henri IV de France et de Charles de Lorraine, duc de Mayenne. Les constructions sont parachevées. Nicolas Le Cornu de La Courbe de Brée, évêque de Saintes consacre la chapelle le 22 octobre 1609 avec l'autorisation des grands-vicaires du Mans.
Vers 1625, les religieux construisent un aqueduc de façon à alimenter leur jardin. Les Capucins firent construire, en 1641, une infirmerie.
Lors de la Grande tempête de 1705, Le vent a déraciné beaucoup d'arbres, a emporté la cloche de l'horloge du couvent dont le timbre a été brisé

### XVIIIesiècle
Au mois de juin 1712, les capucins de Mayenne célébrèrent avec grande solennité la canonisation de Félix de Cantalice. Il en est de même en 1732 pour la canonisation de Fidèle de Sigmaringen et en 1738 pour la canonisation de Joseph de Leonessa.

### Bibliothèque
Les Capucins possèdent une bibliothèque considérable et composée des meilleurs ouvrages de théologie, indépendamment de beaucoup de livres d'histoire et de littérature. L'inventaire effectué en 1790 indique 2 558 volumes. Ils restent en dépôt au couvent jusqu'en 1797. Il y est ajouté des livres d'origines diverses, de l'abbaye de Fontaine-Daniel, du couvent du Calvaire de Mayenne et des habitations des émigrés. Tout est entassé pêle-mêle et en désordre. Henri Grégoire et Jean-Baptiste Charles Matthieu, membres du Comité d'instruction publique, se plaignent de la négligence des commissaires délégués de Mayenne, chargés du soin des bibliothèques. Un certain nombre de livres sont pillés au passage de l'Armée catholique et royale de Vendée lors de la virée de Galerne, et par quelques malandrins de la ville. 
Cette précieuse collection fut presque entièrement dispersée pendant la Révolution française ; cependant il en échappa une partie qui furent transportés à l'école centrale de Laval, et qui ont servi plus tard à former le fonds de la bibliothèque actuelle de Laval. Le reste d'environ 1 250 volumes est vendu aux enchères en 1800.

### Révolution française
Dans les temps qui précédèrent la Révolution française, le nombre des religieux y diminuait d'année en année. En 1791 ils n'étaient plus que sept, parmi lesquels un seul adhère à la Constitution civile du clergé. Après le départ des religieux, la chapelle est utilisée par la Société des amis de la Constitution de Mayenne, présidée en 1791 par Joseph François Dupont-Grandjardin. Le club révolutionnaire siège plusieurs fois, notamment le 3 juillet 1791, où est donnée la lecture du texte du discours prononcé par Noël-Gabriel-Luce Villar, lors de son installation comme évêque constitutionnel de la Mayenne. Le Club délaisse ensuite le couvent jugé non commode pour l'Hôtel de Ville de Mayenne.
Le couvent est ensuite vendu comme bien national en 1792.

### XIXesiècle
L'enclos des religieux est cédé en 1818 à des religieuses Visitandines de la communauté d'Alençon qui fondent une maison de leur ordre, à la demande du Clergé et de la Municipalité. Le couvent est alors en ruines. Les bâtiments sont détruits pour laisser place au couvent de la Visitation.